# 林于仙事件
林于仙事件，是2020年7月發生在台灣的一起輕生與疑似妨害性自主案件。新北市衛生局職員林于仙以跳樓輕生的方式控訴前老闆廖泰翔性侵。檢方於2021年2月25日偵查終結，針對「權勢性侵罪」對廖泰翔做出不起訴處分。該不起訴處分經家屬提起再議至高等檢察署，經非糾正再議發回，檢方於2022年1月5日改以強制性交及強制罪起訴廖泰翔。2023年3月，廖泰翔因強制性交罪被判3年6月徒刑，其餘部分無罪。

## 事件關係人
- 林仙，台灣台中市北屯區人，自國立臺中科技大學老人服務事業管理科畢業後，投身於台灣的長照產業[8][9][10]，曾在五甘心物理治療所服務，2020年7月，林于仙於臉書上控訴遭五甘心物理治療所執行長廖泰翔性侵後，於深夜在新北市衛生局頂樓墜樓自殺離世。[11][12][13][14][15][16][17][18][19]

- 廖泰翔，五甘心物理治療所之獨資負責人[20]、曾任中華復能推廣協會理事長[21]，並擔任多所大專院校兼任講師。廖泰翔先後畢業於中國醫藥大學物理治療系、長庚大學復健科學研究所碩士。曾獲母校物理治療系頒贈榮譽系友，在事件爆發後，中國醫物治所決議追回頭銜[22]。過去曾服務於雙連社會福利慈善事業基金會，擔任雙連安養中心復健組督導、雙連新莊社會福利中心主任、新莊昌平公共托老中心主任[23]，後來在2017年選擇創業，召集七八年級的物理治療師、職能治療師、社工及照顧服務員共同投入，於新北市新莊區創立五甘心物理治療所[24]，2021年1月1日起改為「牧羊人居家長照機構」並更換掛名人，尚有經營的分機構位於台中市北區私立牧羊人居家長照機構。

## 事件過程
2017年9月16日，物理治療所負責人廖泰翔與職員參加聚會、喝酒返回治療所。隔日上午，廖泰翔在陳姓同事離去後，強拉林于仙到房間內硬上，事後下跪道歉，並聲稱因喜歡林于仙把持不住，希望能與林于仙及承諾與妻子張語珊離婚；林于仙在掙扎後選擇息事寧人並與廖泰翔交往，但發現廖泰翔並無意離婚，林于仙決定離職尋求新生。
2019年，林于仙搬離租屋處，廖泰翔曾跑至林于仙住處堵人、糾纏。林于仙透過前同事協助，將此事轉告廖泰翔妻子，反遭張語珊提告妨害家庭。林于仙因此將廖泰翔性侵事件公諸於世，2020年6月，遭廖泰翔夫婦控告妨害名譽。
2020年7月3日，時任職於新北市衛生局高齡及長期照顧科的林于仙，由於涉及被前公司五甘心物理治療所老闆廖泰翔性侵之事件而遭長官約談。。當天深夜11時，林于仙於新北市衛生局墜樓身亡，檢警初步研判為自殺，生前臉書發表文章，揭露在前服務單位遭一名人夫強暴、謊言及背叛。後來網友發現為時任五甘心物理治療所之執行長廖泰翔。隨後，五甘心物理治療所、廖泰翔第一時間關閉臉書，之後物理治療所發表聲明，自7月5日起，廖泰翔先行卸除執行長職務。
2020年7月4日，廖泰翔妻子張語珊在臉書公開報案三聯單喊冤，在貼文中提到她總是把林于仙當妹妹看待，甚至質疑林女若真遇到性侵，「為何當下不報警？」並指控林女妨害家庭；「妨害家庭」與「妨害名譽」兩案依單一窗口規定轉回發生地轄區，交給夫妻倆戶籍地淡水分局偵辦。
2020年7月5日，廖泰翔接受聯合報採訪，他表示自己與林女確實是男女朋友關係，「雖然對不起老婆，但絕無暴行性侵情事」，強調雙方是你情我願，希望司法調查能儘快讓雙方家庭恢復平靜。
2020年7月7日，廖男遭檢警約談並訊前聲明喊冤表示兩人是你情我願，絕無性侵。訊後，警方依林女家屬提告以妨害性自主罪嫌將廖男函送檢方偵辦。五甘心物理治療所關閉粉專，並在官網張貼聲明書，文中表示，林女在臉書所遺留的文章提到「遭推拖拉打、勾著脖子」等疑似強暴行為，暗喻廖泰翔涉嫌違反林女意願等情事，廖泰翔聲明均非事實。廖泰翔表示，文章為林女因分手糾葛、心生不滿而寫下片面之詞，而使網路輿論妖魔化廖泰翔及其單位，呼籲此乃非民主法治社會所縱容。此外，廖泰翔也強調，其與林女之交往關係與常人無異，非屬職權、上對下部屬關係，皆為「你情我願下所發生」。針對網路流傳電話錄音，是廖泰翔試圖在分手後挽回林女而遭拒絕，在街上發生口角後通話之內容，而非性侵、強暴後懺悔之語。
2020年8月13日，林于仙的家人在勵馨基金會執行長王玥好、律師簡大為陪同下首度露面，在立法院召開記者會表達這段期間的悲痛心情，並籲請檢察官查明真相。王玥好也提到，「刑法強制性侵看的是物理上的暴力脅迫手段，但權勢性侵屬無形的控制，長期在司法上被忽視」，強調權勢性侵應被司法及社會大眾更嚴格的評價。
2021年2月25日，檢方宣布全案偵查終結，針對權勢性侵做出不起訴處分。
2022年1月5日，全案經再議程序，檢方改以強制性交罪、強制罪提起公訴；另外，恐嚇罪則為不起訴處分。
2022年7月，監察院監委紀惠容和張菊芳針對新北市衛生局「約談」不符合程序正義且未依法通報提出糾正。
2023年3月，新北地方法院一審宣判，廖泰翔因強制性交罪被判3年6月徒刑，其餘部分無罪。

## 後續影響
- 2020年7月，網友在臉書上發起臺版#MeToo活動，希望社會大眾反思性侵害及性騷擾問題[43]，響應者包括新北市議員戴瑋姍、中華民國兒童權益促進協會理事長王薇君、台北市議員黃郁芬等人[44]。

- 也有網友連屬請願要求政府徹查跳樓事件真相、修法預防類似犯罪、適度以偵查內容澄清媒體報導和網路傳言。

- 激起修改「妨害性自主」相關法律之呼聲，如勵馨基金會即與林于仙之家屬召開記者會，呼籲加重刑法第228條「利用權勢性交罪或猥褻罪」之刑責[45]。

- 探討社會大眾普遍存在關於「檢討被害人」「指責受害者」的思考謬誤。[18]。
- 2021年12月，「五甘心居家服務整合有限公司」更名為「牧羊人居家服務整合有限公司」[46]，地址不變，新增中部據點。牧羊人官網維持使用原五甘心之網域。